# والنتین سیموننکو
والنتین سیموننکو (اوکراینی: Валентин Костянтинович Симоненко؛ زادهٔ ۴ ژوئیهٔ ۱۹۴۰) سیاست‌مدار اهل اوکراین است. وی از ۲ اکتبر ۱۹۹۲ تا ۱۳ اکتبر ۱۹۹۲ نخست‌وزیر موقت اوکراین بود.
وی همچنین برندهٔ جوایزی همچون نشان دوستی و نشان پرچم سرخ کار شده‌است.